# Pierre IV (Copte) d'Alexandrie
Pierre IV d'Alexandrie est un  patriarche copte d'Alexandrie de 575 au 19 juin 578

## Contexte
Il doit faire face à un compétiteur dénommé Théodore anti-patriarche de 575 à 587 non reconnu par la majorité des fidèles.